# Classe anonima
Nella programmazione orientata agli oggetti una classe anonima è un costrutto di un linguaggio di programmazione che permette di dichiarare e contemporaneamente istanziare una classe; è simile alla classe locale, tuttavia a differenza di quest'ultima non presenta un nome. 
Generalmente viene utilizzata quando c'è la necessità di creare una classe locale soltanto una volta. Le classi anonime forniscono la possibilità di sovrapporre i metodi di una superclasse, o di implementare i metodi di un'interfaccia, senza dover costruire una classe vera e propria. Le classi anonime hanno incluse nella loro definizione la costruzione e il primo uso della classe e si definiscono a partire da una classe o da una interfaccia preesistente.

## Caratteristiche
Le classi anonime sono un particolare tipo di classe interna di java che possono essere definite nel corpo di un metodo. A differenza delle classi locali, le classi anonime sono delle espressioni che possono essere incluse come parte di un'espressione più ampia senza la necessità di dichiararle con un nome e la loro visibilità è limitata alla classe o al metodo nel quale sono state definite.
Considerando che una classe anonima per definizione non ha un nome, risulta formalmente impossibile definirne un costruttore; nel caso in cui la classe ne richiedesse uno, è necessario utilizzare una classe locale.
Le classi anonime non possono fare uso di membri statici (come proprietà, metodi o ulteriori classi interne) e non possono nemmeno definire interfacce interne, considerate anch'esse statiche. Le classi anonime possono usare variabili esterne alla loro visibilità solo se queste vengono dichiarate di tipo final.

## Esempio di classe anonima
```
public
 
class
 
Calcolatrice
 
{

	

	
public
 
int
 
somma
(
int
 
a
,
 
int
 
b
)
 
{

		
return
 
0
;

	
}

}

public
 
class
 
Main
 
{

	
public
 
static
 
void
 
main
(
String
[]
 
args
)
 
{

		

		
int
 
a
 
=
 
10
;

		
int
 
b
 
=
 
2
;

		

                
// Creo un oggetto "normale"

		
Calcolatrice
 
c1
 
=
 
new
 
Calcolatrice
();

		
int
 
risultato1
 
=
 
c1
.
somma
(
a
,
 
b
);

		
// Ora creo una classe anonima che

		
// ridefinisce il metodo "somma"

		
Calcolatrice
 
c2
 
=
 
new
 
Calcolatrice
(){

			

			
public
 
int
 
somma
(
int
 
a
,
 
int
 
b
)
 
{

				
return
 
a
+
b
;

			
};

		
};

		

		
int
 
risultato2
 
=
 
c2
.
somma
(
a
,
 
b
);

		

		
System
.
out
.
println
(
risultato1
);
 
// <- STAMPA 0

		
System
.
out
.
println
(
risultato2
);
 
// <- STAMPA 12

	
}

}

```